# Pont de pierre (Bordeaux)
Pont de pierre ali 'Kamniti most' je most v Bordeauxu (departma Gironde v Franciji), ki povezuje levi breg reke Garone (cours Victor Hugo) z desnim bregom qutier de la Bastide (Avenue Thiers).
Most se je začel graditi leta 1810 pod Napoleonovo vladavino. Zelo težka gradnja zaradi močnih tokov je bila izvedena v letih 1819 do 1821. Glavna inženirja sta bila Claude Deschamps in njegov zet Jean-Baptiste Billaudel.

## Zgodovina
Takšen most so načrtovali že v 18. stoletju. Leta 1808 je Napoleon hotel zgraditi lesen most, da bi se njegova vojska lahko hitreje premaknila proti Španiji. Vendar so se lokalni uradniki že od samega začetka zavzeli za trajnejšo rešitev.
26. junija 1810 je cesarski ukaz odredil gradnjo lesene konstrukcije. Leta 1811 je gradbeni inženir Claude Deschamps prišel v Bordeaux in predlagal spremenjeno, bolj stabilno konstrukcijo mostu. Ta projekt je bil realiziran leta 1812. Vendar so bile težave ogromne. Poplava Garone med 22. do 26. decembrom 1813 je povzročila hudo škodo temeljem. Leta 1814 so padec Napoleona in finančni razlogi ustavili dela.
Pobuda za nadaljevanje gradnje je prišla od skupine bogatih državljanov Bordeauxa. Bogat podjetnik Balguerie-Stuttenberg je leta 1816 ustanovil združenje lastnikov ladij in trgovcev, ki je za gradnjo mostu ponudilo zbrati dva milijona frankov, vendar z zahtevo, da se dovoli pobiranje cestnine za 99 let. Vlada je to ponudbo sprejela leta 1818, a je določila tri leta za dokončanje. 18. aprila 1818 je bila pod Balguerie-Stuttenberg ustanovljena Compagnie du pont de Bordeaux, od leta 1819 do 1821 pa je bil most zgrajen. Po britanskem modelu so za podvodna dela uporabili potapljaški zvon.
Okoli 1860 in 1952 do 1954 je bil most razširjen. Cestnina je bila ukinjena leta 1863. 17 mostnih lokov naj bi ustrezalo 17 črkam imena Napoléon Bonaparte. Na straneh je so beli medaljoni v čast cesarju. Prav tako nosi grb mesta (tri prepletene polmesece). Dokler leta 1965 ni bil zgrajen Pont Saint-Jean, je bil Pont de Pierre edini cestni most čez Garono v Bordeauxu. Železniški most Passerelle Eiffel je iz 1850-ih.
Most in plima Garone sta pomembni točki v Itinéraire à Grand Gabarit, logističnem razporedu prevoza delov za proizvodnjo Airbusa A380.

## Poštna znamka
26. aprila 2004 je bil v Bordeauxu izdan turistični žig za 0,50 EUR. [5] Prikazuje most in tramvaj, ki je bil odprt 21. decembra 2003. V nasprotju s tisto, kar kaže žig, tramvaj pelje po mostu in ne na drugem mostu ob njem. Oblikovanje je delo Clauda Andréotta, ki ga je za tisk intaglio graviral Claude Jumelet. Znamka je bila umaknjena iz prodaje 12. novembra 2004.
Od leta 2016 so zaradi stanja most trajno zaprli za promet, razen za pešce, kolesarje, tramvaj in vozila za nujne primere.